# 君にこの声が 届きますように
「君にこの声が 届きますように」（きみにこのこえが とどきますように）とは、2004年4月21日に発売された谷本貴義のシングル。

## 概要
フジテレビ系アニメ『金色のガッシュベル!!』の2代目オープニングテーマで、2年振りに谷本貴義名義で発売された。

## 収録曲
1. 君にこの声が 届きますように
作詞：うらん、作曲・編曲：大久保薫
2. Nobody's Sun
作詞：山田ひろし、作曲・編曲：太田美知彦
3. 君にこの声が 届きますように（Original Karaoke）
4. Nobody's Sun（Original Karaoke）